# HD 99279
HD 99279是一個位於半人馬座附近的雙星系統，由兩顆橙矮星組成，距離地球約39.5光年。